# Barni
Barni är en ort och kommun i provinsen Como i regionen Lombardiet i Italien. Kommunen hade 565 invånare (2018).